# Ragazzi
Ragazzi es una boy band mexicana formada en el año 1993. Durante su trayectoria entre sus éxitos más conocidos se encuentran los temas «TBC», «Baila» y «Veneno».Contando con 8 discos.
Originalmente integrado por Miguel Islas, Marlon Gerson, Jaime Flores y Patricio Lomelín.
Esta agrupación original integra un segundo grupo llamado El Círculo.
En la segunda agrupación estuvieron David Muri, Deko Pintos, Marco Bisogno, Rick Mar y Pedro Kaste, para la terceta se incluyeron a Kevin, Mekel, Rocco y Marko-Ángel.
En 2014 el grupo de pop cumplió veinte años de haberse formado, y con la celebración se hizo el reencuentro de algunos miembros como David Muri de la primera etapa de la agrupación y Gustavo Vera, Deko Pintos y Marco Bisogno de la segunda etapa. La idea del reencuentro surgió luego de que Gino Gallegos, mánager de la agrupación se encontrara en un restaurante a David Muri y conversaran acerca de volver a unir a algunos integrantes y grabar algunos temas musicales.

## Historia
Ragazzi debutó en 1994 con un álbum homónimo que los posicionó en el radar de la escena pop, lanzado por la empresa discográfica PolyGram. El grupo tuvo varios cambios de integrantes y sonidos a lo largo de su historia, que concluyó en 2002 con el álbum «TBC».
En 1998 tuvieron una actuación especial dentro de la telenovela Camila actuando a lado de Bibi Gaytán y Eduardo Capetillo, así como la interpretación de un tema llamado «La luna en tus ojos».
En los años 2000 el grupo se desintegra debido a conflictos de interés, formando una segunda banda llamada El Círculo.
En el año 2010 anuncian una producción discográfica y el regreso a los escenarios.
Para el año 2011 lanzan su séptimo disco «Aprendiendo a amar».
En 2012 el tema «TBC» o «Te besé» fue versionado por la cantante mexicana María José y Leonel García, este último el compositor del tema.
En 2014 lanzan una producción discográfica conmemorativa llamada 20 años.
En el año 2016 dos de sus integrantes: Marco Jacques y Rick Mar, participaron en el reality show de canto La voz México en su quinta temporada para Televisa, audicionaron interpretando el tema «TBC» en donde giraron su silla Gloria Trevi y Los Tigres del Norte, 2 de los 4 entrenadores, siendo este último elegido por el dúo. En este llegaron hasta la etapa de la semifinal.
Para 2017 anuncian la gira musical «TBC Tour», además de una presentación con la banda Okey.
En 2023 lanzaron una versión del tema «TBC», producido por Gabriel Salas.
Actualmente el grupo está conformado por Gustavo Vera, David Muri, Marco Jacques y Rick Mar.

## Discografía

### Álbumes de estudio
- 1994: Ragazzi
- 1996: Veneno
- 1998: Libre
- 2001: TBC
- 2005: La más completa colección
- 2007: Que quede claro
- 2011: Aprendiendo a amar
- 2014: 20 años

### Sencillos
1990's
- «Veneno»
- «Baila»
- «Cuando muere el amor»
- «Ayúdame»
- «Alguien menos tú»
- «El río y el agua»

2001:
- «TBC»

2014
- «Y tú»